# Ilex microdonta
Ilex microdonta är en järneksväxtart som beskrevs av Reiss. Ilex microdonta ingår i släktet järnekar, och familjen järneksväxter. Inga underarter finns listade i Catalogue of Life.